# Färöischer Fußballpokal 1983
Der Färöische Fußballpokal 1983 fand zwischen dem 27. April und 3. August 1983 statt und wurde zum 29. Mal ausgespielt. Im Endspiel, welches im Gundadalur-Stadion in Tórshavn auf Kunstrasen ausgetragen wurde, siegte GÍ Gøta mit 5:1 gegen Royn Hvalba und konnte den Pokal somit zum ersten Mal gewinnen.
GÍ Gøta belegte in der Meisterschaft den ersten Platz, dadurch erreichten sie das Double. Mit Royn Hvalba spielte zum zweiten Mal ein Zweitligist im Finale. Dies schafften bisher nur NSÍ Runavík 1980 und ÍF Fuglafjørður 1987. Titelverteidiger HB Tórshavn schied hingegen im Halbfinale aus.

## Teilnehmer
Teilnahmeberechtigt waren folgende 22 A-Mannschaften der vier färöischen Ligen:
| 1. Deild                                                                                    | 2. Deild                                                                                          | 3./4. Deild                                                         |
| B36 Tórshavn B68 Toftir GÍ Gøta HB Tórshavn KÍ Klaksvík LÍF Leirvík MB Miðvágur TB Tvøroyri | EB Eiði Fram Tórshavn ÍF Fuglafjørður NSÍ Runavík Royn Hvalba SÍ Sørvágur SÍ Sumba SÍF Sandavágur | AB Argir B71 Sandur ÍF Streymur Skála ÍF Stranda Bóltfelag VB Vágur |

## Modus
Ab diesem Jahr waren nur noch A-Mannschaften für den Pokal zugelassen. Elf ausgeloste Mannschaften waren für die 2. Runde gesetzt. Die verbliebenen Teams spielten in zwei Runden die restlichen fünf Teilnehmer aus. Alle Runden wurden im K.-o.-System ausgetragen.

## Qualifikationsrunde
Die Partie der Qualifikationsrunde fand am 27. April statt.
|          | Ergebnis |              |
| -------- | -------- | ------------ |
| AB Argir | 00:12    | B36 Tórshavn |

## 1. Runde
Die Partien der 1. Runde fanden am 4. Mai statt.
|                   | Ergebnis |              |
| ----------------- | -------- | ------------ |
| ÍF Streymur       | 0:1      | B36 Tórshavn |
| Royn Hvalba       | 1:0      | SÍ Sumba     |
| SÍF Sandavágur    | 4:2      | SÍ Sørvágur  |
| Skála ÍF          | 1:4      | LÍF Leirvík  |
| Stranda Bóltfelag | 0:5      | GÍ Gøta      |

## 2. Runde
Die Partien der 2. Runde fanden am 12. Mai statt.
|               | Ergebnis |                 |
| ------------- | -------- | --------------- |
| B71 Sandur    | 0:3      | B36 Tórshavn    |
| Fram Tórshavn | 0:6      | KÍ Klaksvík     |
| GÍ Gøta       | 5:3      | B68 Toftir      |
| HB Tórshavn   | 7:0      | EB Eiði         |
| LÍF Leirvík   | 2:1      | SÍF Sandavágur  |
| MB Miðvágur   | 2:3      | ÍF Fuglafjørður |
| NSÍ Runavík   | 2:1      | TB Tvøroyri     |
| VB Vágur      | 0:1      | Royn Hvalba     |

## Viertelfinale
Die Viertelfinalpartien fanden am 23. Mai statt.
|                 | Ergebnis |             |
| --------------- | -------- | ----------- |
| B36 Tórshavn    | 1:3      | HB Tórshavn |
| ÍF Fuglafjørður | 0:1      | GÍ Gøta     |
| KÍ Klaksvík     | 0:1      | Royn Hvalba |
| NSÍ Runavík     | 2:0      | LÍF Leirvík |

## Halbfinale
Die Hinspiele im Halbfinale fanden am 5. Juni statt, die Rückspiele am 26. Juni.
|             | Gesamt |             | Hinspiel | Rückspiel |
| ----------- | ------ | ----------- | -------- | --------- |
| GÍ Gøta     | 4:2    | NSÍ Runavík | 2:1      | 2:1       |
| Royn Hvalba | 6:5    | HB Tórshavn | 2:2      | 4:3       |

## Finale
| Paarung  | GÍ Gøta – Royn Hvalba |
| Ergebnis | 5:1                   |
| Datum    | 3. August 1983        |
| Stadion  | Gundadalur, Tórshavn  |
| Tore     | ?                     |